# 사이드 A, B, X, Y (신학)
사이드 A, B, X, Y (혹은 A측, B측, X측, Y측)는 일부 영미권 기독교 내에서 동성애 및 동성적 끌림에 대한 여러 신학적 견해를 대변하는 용어들이다. 동성결혼이 타당하다고 주장하는 쪽은 "사이드 A"에 속하며 이와 반대입장을 주장하는 것은 대개 "사이드 B", "사이드 X", 혹은 "사이드 Y"에 속한다 ("사이드 A"와 "사이드B"는 축음기 음반의 "A면"과 "B면"에서 유래된 것이다).
각각 동성결혼에 대한 접근 방식은 다르지만, 네 집단 모두 LGBT 커뮤니티에 일반적으로 영향을 미치는 것들, 예를 들면 정신건강 혹은 노숙문제 (자녀가 커밍아웃한 뒤 부모에게 의절당함) 등에 관심을 기울인다.
네 집단에 대한 공식적인 정의는 없지만 주로 사이드 A와 사이드 B는 일반적으로 동성애 치료에 반대하며 LGBT 정체성을 긍정한다 (즉, "게이 크리스천"이라는 단어를 수용한다).
반면, 사이드 X는 이성애를 최상책으로 장려하기에 "탈동성애자" 라는 용어를 쓰는 경향이 있다.
사이드 Y는 정체성 정치 자체를 저항하고 기독교적 중생만을 의미있는 변화라고 여긴다.
위 입장들은 공식적인 것은 아니다. 그래서 스스로를 "사이드 ㅇㅇ 기독교인"이라고 부르지 않는 경우도 많다. 특히 사이드 Y 기독교인은 자신을 "성경대로 믿는 기독교인", 또는 "하나님 나라를 위해 스스로 고자된 자" 등 성경에 기초한 언어를 선호하는 경우가 많다.

## 사이드 A (동성애 긍정)
사이드 A의 견해에 동조하는 공동체들은 스스로를 주로 "긍정하는 교회", 혹은 "환영하는 교회"라고 식별하기도 한다. 또한 그들은 일부일처식 동성 관계가 이성애와 마찬가지로 하나님의 시선에서 보기에 타당한 것이라고 믿는다.
사이드 A 지지자들은 퀴어 신학, 자유주의 기독교, 진보주의적 기독교 등의 관점을 통해 성경을 해석하는 경향이 있다. 그러므로 그들은 동성애를 비난하는 것처럼 보이는 구절들 (소돔과 고모라 이야기 등)이 현대적 동성 관계에는적용되지 않는다고 본다.

### 이성애의 규범성 반대
4개의 집단 중 사이드 A는 일부일처식 동성관계를 전적으로 지지한다는 점에서 유일하다. 동성적 끌림 (same-sex attraction)을 느끼는 자들에게 자신의 성을 실천할 기회를 주지 않는 것은 해롭다고 믿기 때문이다. 또한 사이드 A는 동성적 끌림이 하나님이 주신 축복이므로 긍정해야 마땅하다고 주장한다. 《사랑이 승리한다》의 저자 롭 벨은 한 인터뷰에서 다음과 같이 표현했다.
"나는 결혼을 지지한다. [부부 사이의] 정조를 지지한다. 남자와 여자, 여자와 여자, 남자와 남자를 막론하고 사랑 자체를 지지한다. [문화적으로 봤을 때] 막차는 이미 떠났다고 생각한다. 이게 우리가 살고 있는 세상의 모습이라고 생각한다. 사람들이 어떤 모습을 취하든 긍정해줘야 한다고 생각한다."

### 진보적이고 인본주의적인 가치관
"사이드 A"라는 용어 대신 "진보적인 기독교인"이라는 단어로 자신을 식별하는 경우도 있다. 사이드 A는 주로 이런 자유주의적 성향과 함께 혼합주의적인 신앙관을 갖는 경향이 있으며 형벌 대속, 영원한 형벌, 기독교 유일주의와 같은 전통적 기독교 신학을 거부하는 특징이 있다.
또한 사이드 A는 신앙의 해체를 유용한 관습으로 여기며 진리주장들에 있어서는 느슨한 기반을 두기를 선호하는 경향이 있다.

사이드 A파는 그리스도의 인격이나 역사성보다는 기독교의 인도주의적 요소들을 강조하는 경향이 있다. 이러한 특징들에 대해 《더 이상 하나의 종교가 아니다》의 저자인 조지 옌시와 애술리 쿠오식은 다음과 같이 서술했다.
"진보적 기독교인들은 그들의 이념 대부분을 인문주의적 합리성과 사회 정의에 대한 열망과 연결시킨다."
사이드 A 지지자의 예로는 매튜 바인스, 저스틴 리 및 랜디 토마스 등이 있다.

## 사이드 B (금욕주의)
반면 사이드 B의 입장은 결혼이 한 남자와 한 여자 사이에만 국한되어 있다고 주장한다. 따라서 사이드 B에 있는 자들은 모든 기독교인이 독신을 유지하거나 결혼을 할 시에는 이성과 해야 한다고 믿는다.
일부 사이드 B 기독교인들은 금욕적인 동성 관계를 유지한다. 이러한 입장은 웨슬리 힐(Wesley Hill)이라는 성공회 신부가 2010년에 처음으로 명시했다.

### LGBT 정체성 긍정
"사이드 B의 삶" 팟캐스트의 창시자인 조시 프록터는 사이드 B 사람들에게는 "퀴어 정체성"이 "그들의 경험과 욕구를 전달하는 건전한 방법"이라고 설명했다. 일부 사이드 B파는 다윗과 요나단 사이의 사랑을 예로 삼아 동성 두 사람이 비혼 형태의 깊은 헌신을 나눌 수 있다고 주장한다. 예를 들어, 웨슬리 힐은 그의 저서 《영적 우정 (Spiritual Friendship)》에서 이렇게 서술했다:
"성 에일레드가 '영적 우정'이라고 불렀던 것은 성기적 표현을 허용하기보다는 에로틱한 열정을 승화시키거나 변형시키는 동성간 친밀감의 한 형태였다."
독신으로 사는 LGBT 기독교인들 중 일부는 "사이드 B"라는 용어를 비판한다. 성교, 섹슈얼리티, 젠더 및 결혼에 대한 그들의 광범위한 경험을 담기에는 이 단어가 적합하지 않다는, 또한 이 단어가 LGBT 기독교인들을 분열시킨다는 입장이다.
더 보수적인 기독교인들은 사이드 B라는 용어 자체가 LGBT 정체성을 인정하고 허용하는 것이라고 비판한다. 이것이 결국 LGBT 정체성과 LGBT 연애를 완전히 긍정하는 단계에 이르게끔 한다는 입장이다.
여기에 사이드 B파들은 자신들이 사이드 X (탈동성애파)와 다르다는 것을 나타내기 위해 "사이드 B"라는 용어가 필요하다고 주장한다.
사이드 B 지지자의 예로는 웨슬리 힐, 데이비드 베네트, 조시 프록터 등이 있다.

## 사이드 X (지향 전환)
사이드 X는 "ex-gay" (엑스-게이, 즉 탈동성애)라는 단어에서 따온 이름이다. 일반적으로 사이드 X 입장은 동성적 끌림을 느끼는 사람들에게는 성적 전향 변화가 최고의 해결책이라고 여긴다.
사이드 X파의 일부는 동성적 끌림의 원인이 유년기 때의 동성 부모에게서 느낀 분리됨이나 수치심에 있다고 보는 경향이 있다.
사이드 X의 대표적인 예로는 조세프 니콜로시와 조 댈러스 등이 있다. 네 가지 입장 중 사이드 X가 독특한 이유는 그 신념이 항상 기독교 신앙과 관련되어 있지는 않다는 점이다. 단순히 성적 지향 치료 목적을 위해서, 혹은 이성애 규범성 등의 동기 때문에도 이 입장을 표하는 경향이 있기 때문이다.

## 사이드 Y (새 정체성)
B파와 X파처럼 사이드 Y도 결혼은 한 남자와 한 여자에게만 국한된 것이라고 주장한다.
하지만 사이드 Y는 우선 기독교인이라면 누구든지 (본인의 성적 끌림 유형에 상관없이) 자신의 죄를 회개 해야 한다고 믿는다. 이것은 누구든 "거룩한 성(性)" (holy sexuality)을 준수해야 한다는 생각과 결혼할 때까지 누구든 순결하게 살아야 한다는 생각 때문이다.
사이드 Y 지지자의 예로는 로자리아 버터필드, 크리스토퍼 위안, 베켓 쿡, 및 샘 올베리 등이 있을 수 있다.
버터필드의 주장에 의하면 성적 지향은 "자아를 '인간의 타락한 욕망의 총합'으로 정의하려 하는 시도"이며, 따라서 그것은 "기껏해야 새 예루살렘에 가서는 살아남지도 못할 육신의 범주"이다. 그녀는 하나님의 백성이 육신의 부활 때 “죄의 모든 흔적으로부터 해방되어 자유를 즐기며 [그들의] 육체와 영혼이 결합됨"을 상속받고 "그 상상조차 할 수 없는 방식으로 [그들] 앞에서 하나님의 말씀이 번성하실 것이다"라고 설명했다.

### 성경의 무류성과 단어 정확성
일반적으로 사이드 Y는 성경이 하나님의 영감을 받아 보존된 계시라고 믿으며 오류가 없다고 주장한다. 때문에 사이드 Y 기독교인은 세속적 인류학과 타협하는 어휘에 반대하며 언어의 정확한 사용을 강조한다.

한때 LGBT권리 운동가였던 로자리아 버터필드는 단어선택의 중요성을 이렇게 표현했다:
"문법에서 형용사는 수식어다. 형용사의 임무는 당신이 어떤 종류의 기독교인인지 알려주는 것이다. '게이 크리스천' 같은 단어가 문제인 것은 육신의 범주가 '크리스천'의 뜻을 수식하도록 만든다는 것이다."
따라서 사이드 Y 기독교인들은 일반적으로 "성소수자" 및 "스트레이트 크리스천" 등 세속적인 존재론과 타협하는 단어들을 피한다.
이처럼 단어선택에 민감한 사이드 Y의 성격은 성경적인 세계관에 대한 존중에서 비롯된다. 이들은 스스로의 정체성을 "동성애자," "양성애자," 혹은 "이성애자" 등으로 식별하는 행위가 성경적인 인류학에 순응하지 않는 것이라고 여긴다.

### 택하지 않은 죄도 회개
사이드 Y에서 동성적 끌림 (same-sex attraction)은 원죄의 흔적, 혹은 내주하는 죄의 범주에 포함된다.
또한 사이드 Y는 아무리 비자발적인 마음이라도 욕정 (즉, 하나님께서 죄라고 부르는 것을 갈망하는 것) 자체가 죄로 간주된다는 아우구스티누스의 견해를 주로 받아들인다.

한때 LGBT 권리 운동가였던 로자리아 버터필드는 선택하지 않은 죄에 대해 다음과 같이 설명했다.
"사이드 B 게이 기독교에서는 '아냐, 아냐, 아냐, 선택하지 않았다면 그건 죄가 아니야. 육체적으로 실천하지 않았으면 죄가 아냐' 라고 말하고 있다. 하지만 실제로 그 사상을 완수하려면 열 번째 계명 (출 20:17)을 버려야 하기 때문에 그건 말이 되지 않는다 . . . [십계명은] '네 이웃의 아내를 탐내지 말라'라고 했지 '네 이웃의 아내를 취하지 말라'라고 말하지 않았다. . . . 그리고 로마서 7장에는 아마도 성경에서 내주(內住)하는 죄를 가장 웅장하게 표현하며 이해하고 있는 부분이 나온다. 여기서 바울은 '나는 내가 원하지 않는 것을 왜 하는가? 그것은 내가 아니라 바로 내 속에 있는 죄가 하는 것이다'라고 말한다. 그래서 바울은 '이것은 죄이며, 이것은 내 안에 있는 것이고 내가 택하지 않은 것이다'라고 말하고 있다.
이 입장은 아담의 첫 번째 죄가 인류에게 전가되었으며, 모든 인간이 태생부터 죄책이 있는 상태로 태어난다는 믿음에서 비롯된다 (아담이 인류의 대표자로서 실패했다는 견해). 많은 사이드 Y파들에게 인간의 타락은 칼빈주의의 전적 타락 사상과 연결되어 있으며, 때문에 죄인이 구원의 믿음에 도달하기 전에 그리스도가 그 안에서 중생의 일을 가능케 해주셔야 한다는 믿음과 밀접하게 연결되어 있다. 여기서 사이드 Y는 그리스도(두 번째 아담)에게 회개하고 신뢰하는 모든 이가 그의 의를 전가받는다고 주장한다.

### LGBT를 떠난 기독교인들을 돌봄
사이드 Y파는 독신으로 사는 것이 사람들을 외로움으로 몰고 가고 잊혀지도록 만든다는 현대인들의 인식을 염두에 두며 교회가 동성적 끌림으로 어려움을 겪는 그리스도인들을 돌봐야 함을 종종 강조한다.
또한 이런 사람들은 자신들의 LGBT 식구를 떠나야 했던 경우가 많기에 사이드 Y파들은 그들에게 교회가 그리스도께서 약속하신 새로운 가족이 되줘야 할 책임이 있다고 강조한다.

사이드 Y는 종종 독신의 소명을 존중하려고 노력한다. 실제로 독신인 샘 올베리는 자신의 저서 《독신에 관한 7가지 미신》에서 다음과 같이 썼다.
"결혼이 우리에게 복음의 형태를 보여준다면, [기독교인의] 독신 생활은 우리에게 복음의 충족성을 보여준다."
로자리아 버터필드는 동성적 끌림으로 어려움을 겪지 않는 그리스도인들은 상대방에게 결혼하도록 무조건 압력을 가해서는 안 된다고 강조하며 “모든 죄에 대한 해결책은 회개”라고 밝혔다. 2016년 그녀는 리버티 대학교에서 다음과 같이 연설했다.
"[비록 하나님께서는 이생에서 유혹을 없애주겠다고 약속하진 않으셨지만, 하나님은] 이 투쟁 중에 당신에게 그분의 친절한 동행과 능력을 약속[하시고] 십자가의 더 무거운 부분"을 짊어지실 것입니다."
또한 그녀는 본인이 선택하지 않은 동성적 끌림과 하나님의 방식으로 싸우는 사람을 "신앙의 영웅"이라고 표현했다. 동시에 그녀는 동성적 갈망이 반드시 사라질거라는 기대가 사람들로 하여금 하나님을 비난하고 비통하게 만들기도 한다고 경고했다.

### 동성애 기독교 반대
사이드 Y 지지자들은 정체성 식별을 할 때 "게이", "퀴어," "LGBT" 등의 단어의 사용을 거부한다. 이들 중 동성적 끌림과 씨름하는 신자는 스스로를 "(원치 않는) 동성적 끌림과 씨름하는 기독교인"이라고 식별하기도 한다. 개종하기 전의 삶을 설명하기 위해서는 "게이 정체성" 또는 "레즈비언으로서의 삶"과 같은 문구를 허용하기도 하지만 현재의 삶을 묘사할 때는 "거듭난 자, "하나님 나라를 위해 고자된 자," 혹은 단순히 "독신 기독교인" 등의 성경적 용어를 채택하는 경우가 많다.

사이드 Y와 밀접한 입장의 예로는 《이렇게 거듭났다》의 저자인 레이첼 길슨이 있다. 그녀는 "게이" 및 "레즈비언" 등의 용어를 사용하긴 하지만 개인의 정체성을 본격적으로 "LGBT"로 식별하는 행위는 여전히 반대한다. 그녀는 자신의 입장을 다음과 같이 밝혔다.
"[사람들이] '게이 기독교인'이라는 단어를 듣는 순간, 그것은 그들이 잘못 해석하게끔 할 가능성이 높다. 아, 이 사람이 동성 관계와 예수 그리스도를 동시에 추구하고 있구나 라고 하는 것이니 말이다. 그것이 바로 동성애를 긍정하는 신자들이 그 단어를 쓸 때 의미하는 어휘이기 때문이다. 성경적 다수의 견해를 갖고 있는 우리가 절대 은연중에 표하고 싶은 바가 아니다."
사이드 B는 동성 간의 우정(종종 "영적 우정"이라고도 불림)에서 비롯된 비혼적 서약을 허용하는 반면, 사이드 Y는 이러한 결합을 결혼의 전유, 또한 우정의 오용으로 여긴다. 《거룩한 성과 복음》의 저자인 크리스토퍼 위안은 이것을 다음과 같이 설명한다.
"[동성 파트너십]은 하나의 의식이다. [참가하는 자들]은 함께 언약하고, 함께 동거하고, 재산도 함께 소유한다. 여기서 보나 저기서 보나, 동성 결혼과 다를 바 없다."
사이드 Y파의 일부는 사이드 B가 인류에 관해 성경적이지 않은 다윈주의적이고 무신론적인 관점을 갖고 있다고 비난한다. 또 다른 일부는 리보이스(Revoice) 단체 (사이드 B 입장의 컨퍼런스로 알려져있다)를 비판하며 그들이 동성적 욕망을 도덕적으로 중립적인 것으로 제시하므로써 타락한 욕망의 범주를 부정한다고, 또한 상호교차적 정체성과 "젠더 이데올로기"를 그들의 세계관의 전제로 하고 있다고 비판했다. 이러한 세계관의 차이로 인해 사이드 Y파는 동성애 기독교를 완전히 다른 종교로 보고 있다.

## 같이 보기
- 기독교와 성적 지향
- 댄버스 선언
- 재건
- 인간의 타락
- 보완주의
- 성경적 무오성
- 기독교의 성경적 율법
- 율법과 복음
- 그리스도와의 연합
- 신약성서과 동성애
- 기독교 심리학
- 자의적 해석